# Sminthurinus atrapallidus
Sminthurinus atrapallidus är en urinsektsart som beskrevs av Jerry Allen Snider 1978. Sminthurinus atrapallidus ingår i släktet Sminthurinus och familjen Katiannidae. Inga underarter finns listade i Catalogue of Life.